# 팀 세이피

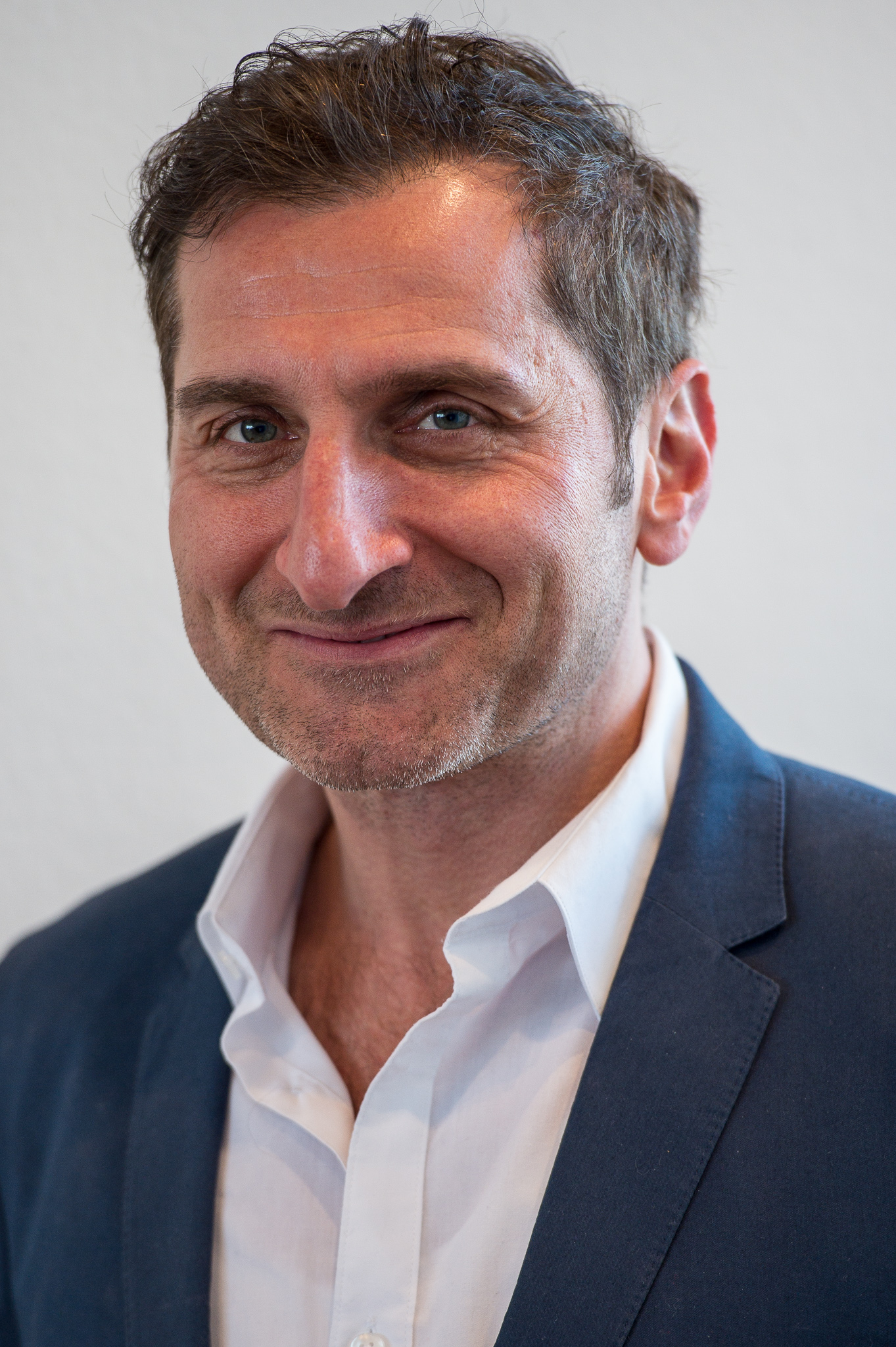

팀 세이피(Tim Seyfi, 1971년 8월 10일 ~ )는 튀르키예계 독일 배우, 영화배우, 텔레비전 배우이다. 시바스 주의 이을드젤리 출신이다.

## 영화
- 독일이여, 잘 있거라 (2017년)
- 토릴 (2016년)
- 체크 잇 아웃! (2015년)
- 제로니모 (2014년)
- 인 텐 데이즈 아일 비 데드 (2013년)
- 파라다이스 505. 어 크라임 스토리 프럼 로어 바바리아 (2013년)
- 나의 가족 나의 도시 (2011년)
- 빈센트: 이탈리아 바다를 찾아 (2010년)
- 더 도어 (2009년)
- 더 뷰티풀 블루 다뉴브 (2008년)
- 죽음의 결단 (2006년)
- 페이 그림 (2006년)
- 라우트로스 (2004년)
- 플로어 29 (2001년)
- 더 쿠키 씨프 (1999년)